# José Lafita y Blanco

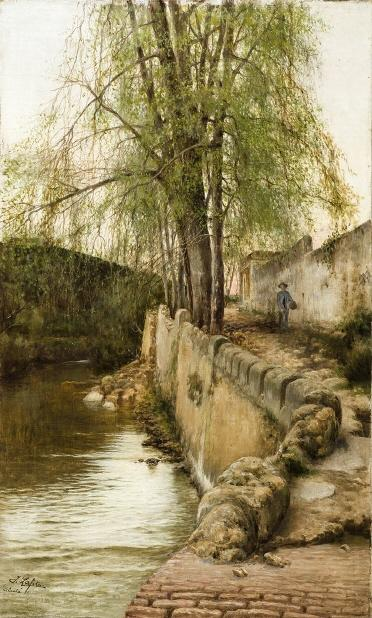
Paisaje de Alcalá de Guadaira, óleo sobre lienzo, 62 x 38,5 cm, Sevilla, Museo de Bellas Artes de Sevilla.

José Lafita y Blanco (Jerez de la Frontera, 8 de mayo de 1852-Sevilla, 1925) fue un pintor paisajista español.

## Biografía
Aunque inició estudios de derecho, no los completó. Siguiendo la tradición familiar se incorporó al ejército en 1873 y participó como teniente de artillería en la tercera guerra carlista en 1876. Más tarde comenzó su formación artística en la escuela de Bellas Artes de Sevilla, aunque su profesión siguió siendo la de militar hasta 1896. Fue discípulo de Manuel Wessel y Eduardo Cano.
Miembro de la Escuela de Alcalá de Guadaíra. Su producción consistió principalmente en paisajes y marinas que realizó sobre todo durante su estancia en Cádiz.  Los paisajes próximos a Sevilla y a la localidad de Alcalá de Guadaíra son tema principal de sus composiciones, como Paisaje de Alcalá de Guadaíra  que se encuentra expuesto en el Museo de Bellas Artes de Sevilla.
Fue padre del escultor José Lafita Díaz (n. 1887) y del pintor, dibujante y periodista Juan Lafita Díaz (n. 1889).